# Quercia di San Basilio
La Quercia di San Basilio era un albero monumentale situato nel comune di Ariano nel Polesine nei pressi della località San Basilio, sull'argine del Po di Goro.
Considerata la pianta più vecchia della provincia di Rovigo con un'età stimata in 500 anni, la farnia della specie Quercus robur è morta il 25 giugno 2013 poiché le sue radici, compromesse da tempo, non erano più in grado di sostenere il peso della chioma, facendola così cadere.
"La Rovra", com'era soprannominata dagli abitanti della zona, era l'unica superstite nell'area del delta del Po della foresta primaria planiziale che ricopriva gran parte della Pianura Padana nel medioevo. L'albero sopravvisse al disboscamento perché era utilizzata come segnaconfine e come tale documentata fin dalla metà del XVI secolo.
L'albero era stato colpito da un fulmine nel 1976 che ne aveva gravemente danneggiato la chioma. Dopo un primo intervento di risanamento nel 1995, rivelatosi nel tempo insufficiente, negli anni duemila era stato avviato un progetto di recupero a cura del Parco regionale veneto del Delta del Po nel cui territorio si trovava. L'intervento di risanamento, svolto con la collaborazione del Comune e dell'Università di Padova, consisteva in indagini e analisi di campioni, potatura delle parti secche della chioma e ripulitura del tronco per tentare di bloccare l'avanzata della carie.
Nonostante i tentativi di risanamento, la pianta, già sbilanciata per effetto del fulmine che l'aveva colpita alterando la simmetria della chioma, ha iniziato a inclinarsi fino allo schianto non potendo più resistere all'effetto degli agenti atmosferici.